# Elena Herzog
Elena Herzog (* 1998) ist eine deutsche Schauspielerin und Regisseurin.

## Leben
Elena Herzog wurde 1998 im Ruhrgebiet geboren und ist dann in Regensburg aufgewachsen. Dort entdeckte sie früh ihre Liebe zum Schauspiel, spielte im Schultheater und im Jugendclub, tanzte im Ballett und sang im Cantemus-Chor. Mit finanzieller Unterstützung von IN EIGENER REGIE, bis 2013 das Förderprogramm für Jugendmediengruppen in Bayern, konnte sie 2013 ihr erstes eigenes Drehbuch schreiben und den Film Die YouTube-Clique drehen. Im Anschluss konnte sie weitere Kurzfilme unter ihrer Regie realisieren. Nach dem Abitur zog Elena Herzog nach Berlin, wo sie als Produktionsassistentin hinter der Kamera arbeitete, aber auch Schauspielerfahrungen sammelte. Schauspielunterricht nahm sie bei Nikola Norgauer, außerdem absolvierte sie mehrere Camera Acting Workshops bei Inga Helfrich in München und später bei Johannes Hitzblech in Berlin.

## Filmografie
- 2019: Wir sind jetzt
- 2020: 9 Tage wach
- 2021: Der Zürich-Krimi: Borchert und der eisige Tod
- 2022: Polizeiruf 110: Keiner von uns